# 1445 en musique classique
| \| • Retour à la chronologie générale de la musique classique • \| |
| Grèce • Rome • Haut Moyen Âge • VIIIe siècle • IXe siècle • Xe siècle • XIe siècle XIIe siècle • XIIIe siècle • XIVe siècle • XVe siècle • XVIe siècle • XVIIe siècle XVIIIe siècle • XIXe siècle • XXe siècle • XXIe siècle |
| • Retour à la chronologie générale de la musique classique • |

| Années en musique classique : 1442 - 1443 - 1444 - 1445 - 1446 - 1447 - 1448    |
| Décennies en musique classique : 1410 - 1420 - 1430 - 1440 - 1450 - 1460 - 1470 |

## Naissances
Vers 1445 :

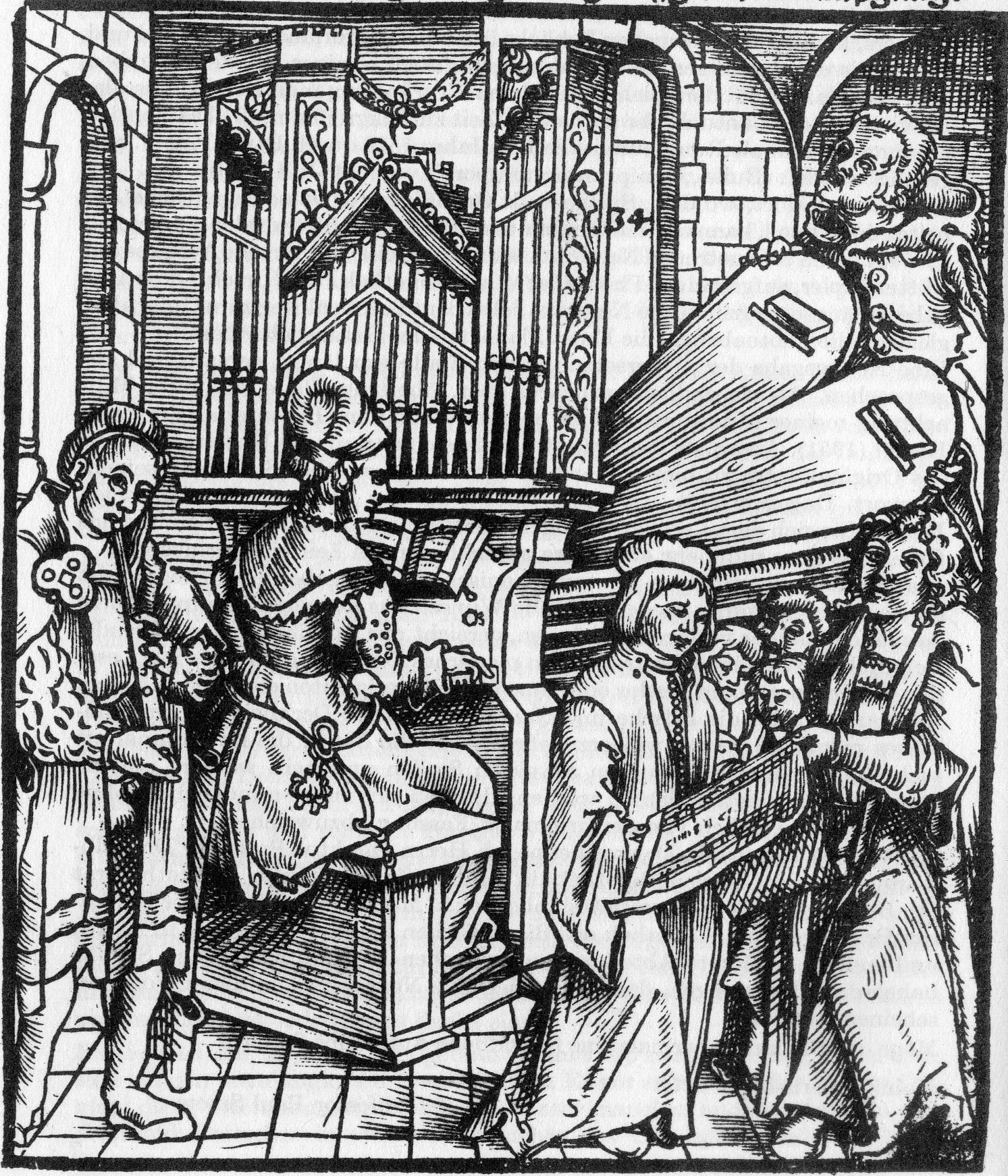
Arnold Schlick à l'orgue. Représentation de 1511.

- Loyset Compère, compositeur franco-flamand († 16 août 1518).
- Heinrich Finck, compositeur allemand († 9 juin 1527).
- Adam von Fulda, compositeur allemand († 1505).
- Hayne van Ghizeghem, compositeur franco-flamand († vers 1497).
- Arnold Schlick, compositeur allemand († après 1521).
- Gaspar van Weerbeke, compositeur franco-flamand († après 1516).

Vers 1455-1446 :
- Alexander Agricola, compositeur franco-flamand († 15 août 1506).

## Décès
- 5 juin : Leonel Power, compositeur anglais (° né entre 1370 et 1385).
- 2 août : Oswald von Wolkenstein, poète, compositeur, diplomate tyrolien et dernier Minnesänger allemand (° 1377).